# لونغ جينغ
لونغ جينغ (بالصينية: 龙井市) هي مدينة على مستوى مقاطعة، في الصين، تقع في يانبيان، ويانجي، بلغ عدد سكانها 180,307 نسمة وذلك حسب إحصائيات سنة 2010، تبلغ مساحتها 2,592 كيلومتر مربع، رمزها البريدي هو 133400.

## التقسيمات الإدارية
- Laotougou Town  [لغات أخرى]‏
- Sanhe, Longjing [الإنجليزية]‏
- Dongshengyong Town  [لغات أخرى]‏.

## أعلام
- بياو تشينغ